# South Cadbury
South Cadbury – wieś w Anglii, w hrabstwie Somerset, w dystrykcie (unitary authority) Somerset. Leży 47 km na południe od miasta Bristol i 176 km na zachód od Londynu. W 2002 miejscowość liczyła 278 mieszkańców.